# Melissa Ruscoe
Melissa Jane Ruscoe (Taranaki, 15 dicembre 1976) è una sportiva neozelandese che ha rappresentato il suo Paese sia nel calcio che nel rugby a 15, disciplina nella quale è due volte campionessa del mondo, la più recente delle quali come capitano delle Black Ferns, la squadra nazionale femminile di rugby.
Per i suoi meriti sportivi è insignita dal 2011 dell'onorificenza di membro dell'Ordine al merito della Nuova Zelanda.
Alla sua attività di insegnante affianca anche quella di allenatrice degli avanti della squadra femminile di Canterbury.

## Biografia

### Attività nel calcio
Nativa di Inglewood, villaggio della regione di Taranaki, in una famiglia di origine olandese, Melissa Ruscoe iniziò a giocare a calcio all'età di sei anni e, a quindici, entrò nei New Plymouth Old Boys, oggi New Plymouth Rangers.
A 19 anni giunse il trasferimento ad Hamilton per gli studi universitari in scienze motorie all'Università di Waikato e conseguente ingresso nella squadra di calcio degli studenti, il Waikato Unicol: in tale anno giunse anche la prima convocazione nelle Football Ferns, la nazionale femminile della Nuova Zelanda.
Da giocatrice si guadagnò il soprannome di Fraggle, riferimento a Fraggle Rock, serie televisiva spin-off dei noti Muppets, per sottolineare la durezza nei contrasti da difensore, e prese parte al campionato oceaniano 1998, zona continentale di qualificazione al campionato mondiale femminile 1999, giungendo seconda con la Nuova Zelanda.
Nel 2000 si trasferì a Christchurch per insegnare ed entrò nella squadra di calcio del New Brighton, quartiere della città capoluogo della regione di Canterbury.
In tale anno terminò anche la sua carriera calcistica, sia di club che internazionale (quest'ultima con 23 presenze e 2 goal all'attivo, uno dei quali nel citato campionato oceaniano).

### Attività nel rugby a 15
Passata al rugby nel ruolo di terza linea ala, entrò nella formazione provinciale di Canterbury e nel 2004 marcò il suo secondo debutto internazionale in due sport differenti, vestendo per la prima volta la maglia delle Black Ferns nella Churchill Cup in Canada; due anni più tardi fu alla Coppa del Mondo 2006 in Canada, alla cui vittoria contribuì con due mete nella fase a gironi.
Dopo la vittoria in Coppa del Mondo rilevò la fascia di capitano da Farah Palmer, ritiratasi dall'attività: nel 2009 non poté tuttavia guidare la Nuova Zelanda in un tour novembrino in Inghilterra a causa di un infortunio al capo, anche se fu idonea qualche mese più tardi per la Coppa del Mondo 2010, anch'essa ifn Inghilterra.
Fu quindi in campo per la finale contro la squadra di casa che le Black Ferns vinsero 13-10, divenendo il secondo capitano, dopo la citata Palmer, a sollevare la Coppa.
Dopo la seconda vittoria consecutiva della competizione, Ruscoe annunciò la sua intenzione di smettere di giocare per dedicarsi all'insegnamento.
Sulla scorta di quel successo Ruscoe fu insignita, in occasione dei riconoscimenti rituali di capodanno 2011, dell'onorificenza di membro dell'ordine al merito della Nuova Zelanda «Per il contributo al rugby femminile».
Qualche anno dopo il ritiro, in parallelo all'attività didattica, assunse l'incarico di allenatrice degli avanti della squadra femminile del Canterbury, che ha accompagnato alla loro prima vittoria assoluta della Farah Palmer Cup, il campionato provinciale femminile, nel 2017.

## Palmarès

### Rugby a 15
- Coppe del mondo: 2
Nuova Zelanda: 2006, 2010